# 大賀俊二
大賀 俊二（おおが しゅんじ、1956年11月22日 - ）は、日本の男性アニメ演出家、アニメ監督。スタジオキャブ代表取締役。別名義に境南寿三郎（スタジオキャブの所在地に由来）がある。
代表作には『劇場版それいけ!アンパンマン』シリーズ、『ゴルゴ13』（テレビアニメ版）などがある。

## 経歴
ナックで制作進行を務めた後、独立してフリーの演出家となり、出崎統に師事する。その縁で東京ムービー作品を中心に演出・監督を務める。1990年に演出家仲間とスタジオキャブを設立し、代表取締役に就任。

## 参加作品

### テレビアニメ
1979年
- ベルサイユのばら（1979年 - 1980年、演出）

1982年
- スペースコブラ（1982年 - 1983年、絵コンテ・演出）

1983年
- キャッツ・アイ（1983年 - 1984年、絵コンテ・演出）

1986年
- Bugってハニー（1986年 - 1987年、絵コンテ・演出）

1988年
- それいけ!アンパンマン（1988年 - 、絵コンテ・演出）

1990年
- それいけ!アンパンマン みなみの海をすくえ!（監督）

2004年
- モンキーパンチ漫画活動大写真（2004年 - 2005年、総監督)

2007年
- トランスフォーマー アニメイテッド（2007年 - 2009年、演出）

2008年
- ゴルゴ13（2008年 - 2009年、チーフディレクター）

2009年
- 三国演義（監督/2010年 - 2011年、日本語版スーパーバイザー）

2013年
- アイカツ!（演出）

2015年
- GO-GO たまごっち!（演出）

2022年
- 妖怪ウォッチ♪（絵コンテ）

### 劇場アニメ
1983年
- ゴルゴ13（助監督）

1989年
- それいけ!アンパンマン キラキラ星の涙（助監督）

1990年
- おむすびまん ひとくち村のこむすびまん/おばけ寺のたぬきおに（監督）

1991年
- ガンバとカワウソの冒険（監督）

1992年
- アンパンマンとゆかいな仲間たち うたえ!夢のアンパンマン号（監督・構成）

1994年
- みんな集まれ!アンパンマンワールド（監督）

1995年
- アンパンマンとハッピーおたんじょう日（監督）

1996年
- ばいきんまんと3ばいパンチ（監督）

1997年
- それいけ!アンパンマン 虹のピラミッド（監督）

1999年
- アンパンマンとたのしい仲間たち（監督）

2000年
- やきそばパンマンとブラックサボテンマン（演出）

2001年
- それいけ!アンパンマン ゴミラの星/怪傑ナガネギマンとやきそばパンマン（監督）

2002年
- それいけ!アンパンマン ロールとローラ うきぐも城のひみつ（監督）

2005年
- 劇場版 甲虫王者ムシキング グレイテストチャンピオンへの道（監督）

2015年
- 氷川丸ものがたり（監督）

### OVA
1989年
- 虚無戦史MIROKU（絵コンテ・演出）
- ザ・ハード BOUNTY HUNTER（監督）

1992年
- ハンサムな彼女（監督）

1999年
- 怪盗ガリーの日本人攻略法!（監督）

2003年
- アンパンマンとおやくそく（監督）

2004年
- アンパンマンとはじめよう!シリーズ（2004年 - 、監督）

2005年
- 人KENまもる君とあゆみちゃん「世界をしあわせに」（監督）

2008年
- やなせたかしメルヘン劇場（アニメーションスーパーバイザー・絵コンテ・演出）

### ゲーム
1996年
- サクラ大戦（アニメーションパート演出）